# Desiderio
Desiderio (¿710? - c. 786) conocido también como Didier de Istria (Didier en francés), fue el último  rey de los lombardos desde 756 hasta 774. Su reinado terminó a  manos de Carlomagno, quien lo venció en Pavía, haciéndose coronar como rey de los lombardos.

## Biografía
Originalmente Desiderio era un oficial real, duque de Langobardorum, lo que viene a ser «guardia y duque de Lombardía». El rey Astolfo le nombró duque de Istria y de Tuscia, y fue proclamado rey después de la muerte de Astolfo en 756. 
En aquel momento, el precursor de Astolfo, Ratgiso, dejó su retiro en el monasterio de Montecassino e intentó recuperar el reino, pero Desiderio sofocó rápidamente la rebelión con la ayuda del papa Esteban II. En su coronación, Desiderio prometió restaurar muchas ciudades papales perdidas a la Santa Sede, a cambio del endoso del papado de su demanda. El conflicto con la Santa Sede bajo el papa Esteban III surgió porque Esteban se opuso al matrimonio de Carlomagno con la hija de Desiderio. Desiderio cesó la entrega de las ciudades después de algunos traspasos. 
Buscando ampliar, al igual que sus precursores, la influencia de Lombardía en Italia, entró en confrontación con el papado y los ducados meridionales. Desiderio sometió a los ducados de Benevento y Spoleto y nombró regente de este último a su hijo Adalgiso. Después estableció una alianza con Tasilón III de Baviera, quien desposó a Luitperga, una hija de Desiderio. 
Dado que el reino de los francos pasaba por una fase de debilidad, Desiderio se convirtió en protector del papado, y el papa Esteban III llegó a depender políticamente de él. Esteban III se opuso en 768 a la boda de Carlomagno con una hija de Desiderio, cuyo nombre no se sabe seguro, habiéndose considerado los nombres de Desiderata, Gerperga o Bertrada, pero a su muerte en 772 había hecho las paces con el lombardo. 
El nuevo papa, Adriano I, sin embargo, imploró la ayuda de Carlomagno contra él, porque la unión de dinastías se había disuelto al repudiar Carlomagno a Desiderata en 771. Carlomagno se la devolvió a su padre. Por otra parte, Gerberga, la viuda de Carlomán I, hermano de Carlomagno, buscó la protección del rey de Lombardia después de la muerte de su marido en 771, y Desiderio reconoció a los hijos de Gerberga como herederos legales. Desiderio acusó al papa Adriano I a que coronase como reyes francos a los hijos de Carlomán, pero el papa se negó a ello, por lo que Desiderio ocupó una parte de su territorio. 
El papa Adriano pidió entonces ayuda a los francos, que en el verano de 773 invadieron Italia con entre veinticinco y treinta mil hombres. Los lombardos fueron derrotados seriamente en Mortara (Ara Mortis) y los francos sitiaron pronto su capital Pavía. El hijo de Desiderio, Adalgiso, organizó un ejército en Verona para acudir en su ayuda, pero fueron perseguidos hasta el mar Adriático y el joven príncipe tuvo que huir a Constantinopla. El sitio terminó con la conquista de Pavía en junio del 774. Desiderio y su esposa fueron deportados a Francia y pasaron el resto de sus vidas encerrados en la abadía de Corbie. Desiderio murió alrededor de 786. El reino lombardo pasó a manos de Carlomagno, quien se hizo coronar rey de los lombardos en Pavía. Fue la primera vez que un rey germánico adoptó el título de un reino que había conquistado.

## Familia
Desiderio se casó con Ansa (o Ansia) y tuvo los siguientes hijos:
- Anselperga (o Anselberga), abadesa de San Salvatore.
- Adelperga (o Adelberga), casada con Arechis II de Benevento.
- Liutperga (también Liutpirc o Liutberga), casada con Tasilón III de Baviera.
- Gerperga (o Desiderata), casada con Carlomagno en 768, y divorciada en 771.
- Adelchis (o Adalgis), patricio en Constantinopla y Rey de los Lombardos, en asociación con su padre Desiderio.

| Predecesor: Astolfo            | Rey de los lombardos 756-774 | Sucesor: Carlomagno |
| Predecesor: Alboino de Spoleto | Duque de Spoleto 758-759     | Sucesor: Gisulfo    |
| Predecesor: Astolfo            | Rey de Italia 756-774        | Sucesor: Carlomagno |